# Jillian Hallová
Jillian Fayeová Fletcherová (* 6. září 1980 Ashland) je americká profesionální wrestlerka a zpěvačka známá pro svoji účast ve World Wrestling Entertaiment pod ringovým jménem Jillian Hallová nebo jednoduše Jillian. Také pracovala jako trenérka v Florida Championship Wrestling.

## Wrestlerská kariéra
Po debutu v roce 1998 začala Fletcherová pracovat v nezávislém okruhu pod jménem Macaela Mercedes. Před tím, než začala v roce 2003 pracovat pro Ohio Valley Wrestling pod jménem Jillian Hallová, vyhrála mnoho šampionátů. Na show SmackDown debutovala pod značkou MNM. Po opuštění MNM se stala vizážistkou Johna Layfielda alias Bradshawa a dělala mu manažerku na US šampionatu na WrestleManii 22. V únoru 2007 se stala oficiální WWE divou a v červnu 2007 byla přesunuta do rosteru Raw, kde se spojila do týmu s Melinou. V říjnu 2009 vyhrála svůj první WWE Divas šampionát, ale ztratila ho tím, že jí téže noci porazila nyní už znepřátelená Melina. Jillian byla z WWE po vypršení smlouvy propuštěna v listopadu 2010.

## Hudební kariéra
Jillian Hallová vydala 11. prosince 2007 svoje první album jménem „A Jingle with Jillian“ na iTunes. Album obsahuje pět tradičních vánočních písní. Album se krátce po vydání umístilo na 20. místě v žebříčku UK Holidays Top 100.

## Osobní život
Jako teenagerka byla Jillian Fletcherová roztleskávačka a gymnastka. Poté, co absolvovala vysokou školu, začala pracovat jako profesionální wrestlerka. Byla fanynkou Ricka Martela. Je nejlepší kamarádka s bývalou WWE divou Melinou.
Jillian je rozvedená a z manželství má dceru. V roce 2009 se zasnoubila s profesionálním wrestlerem Johnem Tolandem, se kterým se potkala na Ohio Valley Wrestling. Dne 10. září 2010 se vdala za svého nového přítel Mika Farola v Las Vegas. V únoru 2011 oznámila, že spolu čekají první dítě. 9. března 2011 řekla, že po 14 týdnech svého těhotenství potratila.
23. dubna 2012 byla na Floridě zatčena pro obvinění z domácího násilí.

## Ve wrestlingu
Zakončovací chvaty
- 450° splash
- Missile dropkick
- Moonsault
- Sitout full nelson facebuster – 2007

Ostatní chvaty
- Crash Test Splash
- Fender Bender

Jako manažerka
- The Blonde Bombers
- Melissa Coates
- John „Bradshaw“ Layfield
- MNM

Přezdívky
- „Chronically Cute“
- „The Bombshell“
- „The Fixer“
- „The Pop Princess“
- „The Songstress“
- „The Tone Deaf Diva“

Tematické skladby
- „Sliced Bread“ zazpíváno od Jillian Hall složeno Jim Johnston – 2008–2010